# Куза, Василий Васильевич
Василий Васильевич Куза (16 (29) мая 1902 — 23 июля 1941, Москва) — советский актёр, театральный режиссёр, заслуженный артист РСФСР (1937).

## Биография
Происходил из молдавского дворянского рода. Приходился дальним родственником правителю Румынии Александру Кузе.
Актёрское искусство Василий Куза изучал в театральной студии Смирнова, а также в Киеве, в студии при Театре Соловцова. В 1921 году был принят в Студию Вахтангова (3-ю студию МХАТа), позже преобразованную в Театр имени Е. Б. Вахтангова, в котором Куза служил до конца жизни. С середины 1920-х годов был одним из ведущих актёров театра; среди лучших ролей — Калаф в «Принцессе Турандот», Годун в «Разломе» Б. Лавренёва, Бродский в «Интервенции» Л. Славина, Растиньяк в «Человеческой комедии» по Бальзаку.
Как режиссёр Василий Куза участвовал в постановке спектаклей «Трус» А. Крона, «Человек с ружьём» Н. Погодина и «Фельдмаршал Кутузов» В. Соловьёва; самостоятельно поставил в 1937 году «Большой день» В. Киршона. Одновременно с работой в театре ставил спектакли в 4-м Колхозно-совхозном театре Горьковской области, руководил Рабочим театром завода «Каучук», над которым с 1932 года шефствовал Театр им. Е. Вахтангова. Совместно с Л. М. Шихматовым поставил здесь «Укрощение строптивой» У. Шекспира.
С 1924 года Василий Куза был помощником, а в дальнейшем, вплоть до 1941 года, заместителем директора театра по художественной части.
После начала Великой Отечественной войны Василий Васильевич Куза продолжал работать в театре, одновременно являясь секретарём его партийной организации и политруком группы самозащиты, дежурившей во время начавшихся ночных налётов нацистской авиации на Москву. Он погиб, спасая людей, в ночь с 23 на 24 июля 1941 года от взрыва фугасной авиабомбы, попавшей в здание Театра имени Вахтангова и сильно его разрушившей.

## Семья
- Сын — археолог и историк Андрей Куза.
  - Внук — Василий Куза, историк и преподаватель[5].

## Признание и награды
- Заслуженный артист РСФСР (1937)[1]

## Творчество

### Роли в театре
- 1922 — «Принцесса Турандот» Карло Гоцци — Калаф[1]
- 1924 — «Лев Гурыч Синичкин» Д. Ленского — дирижёр
- 1927 — «Разлом» Б. Лавренёва — Годун
- 1930 — «Коварство и любовь» Ф. Шиллера — Фердинанд
- 1933 — «Интервенция» Л. Славина — Бродский
- 1934 — «Человеческая комедия» по Бальзаку — Растиньяк
- 1935 — «Аристократы» Н. Погодина — Садовский
- 1936 — «Флоридсдорф» Ф. Вольфа — Вейссель
- 1938 — «Шёл солдат с фронта» («Я сын трудового народа») В. Катаева — Семён Котко
- 1941 — «Маскарад» М. Ю. Лермонтова — князь Звездич

### Постановки в театре
- 1937 — «Большой день» Владимира Киршона